# Санта-Инез (река)
Санта-Инез (англ. Santa Ynez River) — крупная река на центральном побережье штата Калифорния, США. В административном отношении протекает по территории округа Санта-Барбара. Составляет 148 км в длину.

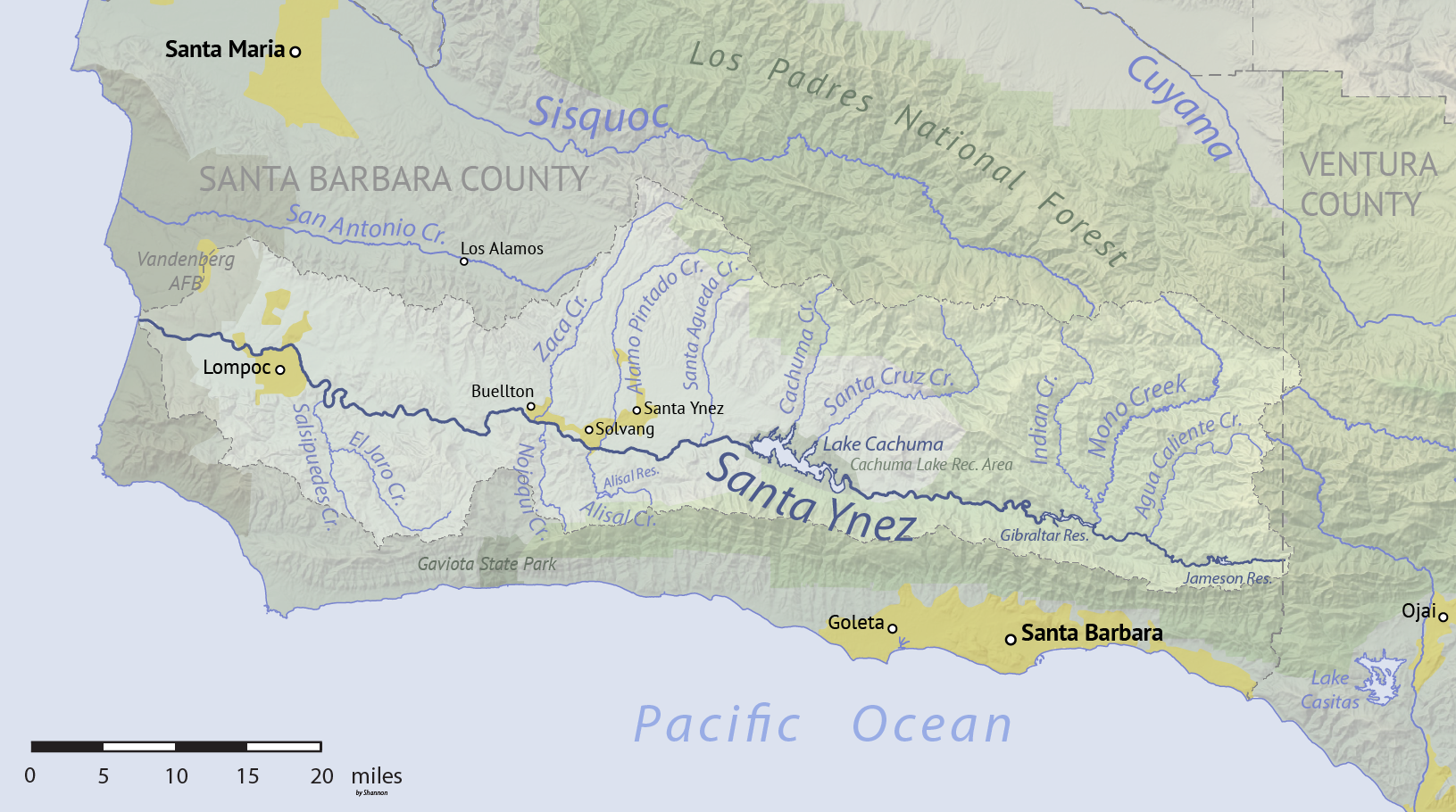
Карта бассейна реки Санта-Инез

Берёт начало на территории национального леса Лос-Падрес, на северном склоне хребта Санта-Инез, близ границы с округом Вентура. Течёт преимущественно в западном и северо-западном направлениях через долину Санта-Инез. Основные притоки: Моно-Крик, Санта-Круз-Крик, Качума-Крик, Аламо-Пинтедо-Крик, Зака-Крик (правые) и Салсипуэдес-Крик (левый). Водосбор реки включает северный склон хребта Санта-Инез и южный склон хребта Сан-Рафел, а также большую часть южной половины округа Санта-Барбара. Площадь бассейна составляет 2321 км². Впадает в Тихий океан недалеко от военно-воздушной базы Ванденберг и города Ломпок.
Расход воды в реке сильно изменяется. Обычно она почти пересыхает летом, но может превратиться в бурный поток зимой. Среднегодовой расход составляет 4 м³/с. На реке Санта-Инез построены 3 плотины. Крупнейшее водохранилище — Качума, имеет площадь 1,3 км².